# Omilos Filathlōn Īrakleiou
L'Omilos Filathlōn Īrakleiou (in greco: Όμιλος Φιλάθλων Ηρακλείου), abbreviato OFĪ e anche conosciuto come OFĪ Creta, è una società polisportiva greca con sede a Candia, sull'isola di Creta, comprendente, oltre alla sezione calcistica, anche una sezione di pallacanestro e una di pallanuoto. Attualmente gioca nella Souper Ligka Ellada, la massima serie del campionato greco di calcio.

## Storia
L'OFĪ è una delle cinque squadre (e l'unica che non è di Atene o di Salonicco, le due più grandi città della Grecia) ad aver giocato ininterrottamente nella prima divisione dal 1976 (nel 1979 il calcio greco fu reso professionistico). Il periodo di maggior successo dell'era moderna è stato quello tra il 1985 e il 2000, sotto la guida dell'allenatore olandese Eugène Gerards, quando l'OFI vinse la sua prima coppa (la Coppa di Grecia nel 1987), andò molto vicino a vincere il campionato per un paio di volte (secondo nel 1986), e si qualificò per le competizioni UEFA diverse volte. Nel 2009 la squadra retrocede nuovamente in seconda divisione. Nella stagione 2014-2015 il club è ritornato in Super League, ma dopo 28 giornate di campionato si è ritirato dal torneo per problemi economici.

## Colori e simboli
I colori sociali del club sono il bianco e il nero. L'attuale sponsor tecnico è Puma che va a sostituire Adidas.

## Palmarès

### Competizioni nazionali
- Coppa di Grecia: 1

1986-1987
- Beta Ethniki: 2

1965-1966, 1975-1976
- Football League: 1

2017-2018
- Gamma Ethniki: 1

2016-2017 (gruppo 4)

### Competizioni internazionali
- Coppa dei Balcani per club: 1

1988-1989

### Altri piazzamenti
- Campionato greco:

Secondo posto: 1985-1986
Terzo posto: 1986-1987, 1996-1997
- Coppa di Grecia:

Finalista: 1989-1990, 2024-2025
Semifinalista: 1987-1988, 2011-2012, 2013-2014
- Supercoppa di Grecia:

Finalista: 1987
- Beta Ethniki:

Terzo posto: Beta Ethniki 1960-1961 (girone Atene), 2009-2010
- Football League (Grecia):

Terzo posto: 2010-2011
- Coppa Intertoto UEFA:

Finalista: 2007

## Allenatori
- 1958  Kostas Zogas
- 1965-1966  Vaggelis Helmis
- 1967-1968  Kostas Zogas
- 1970-1971  Giorgos Stratakis
- 1971-1972  Thanasis Soulis
- 1972-1973  Takis Papartheniou
- 1971-1972  Giorgos Stratakis
- 1973-1974  Kostas Karapatis & Manolis Tzanis
- 1975-1976  Thanasis Zafeiropoulos
- 1976-1977  Nikos Alefantos
- 1979-1980  Les Shannon
- 1978-1980  Antonis Georgiadis
- 1981-1982  Nikos Alefantos
- 1982-1984  Les Shannon
- 1984  Manolis Tzanis & Aris Vasileiou
- 1984-1985  Lakis Petropoulos
- 1984-1985  Giannis Parasidis
- 1984-1985  Petr Packert
- 1984-1985  Mike Bailey
- 1985-2000  Eugène Gerards
- 2000  Aris Vasileiou
- 2000-2002  Giannīs Samaras
- 2002-2003  Zdeněk Ščasný
- 2003-2004  Giōrgos Foiros
- 2004-2005  Giannis Hatzinikolaou
- 2005-2006  Vaggelis Blaxos
- 2006  Myron Sifakis
- 2006-2007  Reiner Maurer
- 2007-2008  Giorgos Paraschos
- 2008-2008  František Straka
- 2008-2009  Ioannis Matzourakis
- 2009-2014  Nicos Papavasiliou
- 2014  Gennaro Gattuso
- 2015  Nikos Anastopoulos
- 2015  Murat Seropian
- 2015-2016  Nikos Goulis
- 2016-2017  Nikos Nioplias
- 2017-2019  Nikos Papadopoulos
- 2019  Jaime Vera
- 2019-2021  Geōrgios Simos
- 2021-2022  Nikolaos Nioplias
- 2022-  Valdas Dambrauskas

## Calciatori
La squadra è conosciuta anche per i diversi calciatori cresciuti nel vivaio, che sono andati a giocare all'estero, come Nikos Machlas, Nikos Nioblias, Giannīs Anastasiou, Giōrgos Samaras e il maliano Mahamadou Diarra.

## Organico

### Rosa 2025-2026
Aggiornata al 15 agosto 2025.
| N. |                      | Ruolo | Calciatore                        |
| -- | -------------------- | ----- | --------------------------------- |
| 1  | Albania (bandiera)   | P     | Klidman Lilo                      |
| 5  | Grecia (bandiera)    | D     | Konstantinos Kostoulas            |
| 6  | Grecia (bandiera)    | D     | Nikos Marinakīs                   |
| 9  | Italia (bandiera)    | A     | Eddie Salcedo                     |
| 10 | Argentina (bandiera) | C     | Juan Neira                        |
| 11 | Grecia (bandiera)    | A     | Taxiarchīs Fountas                |
| 13 | Grecia (bandiera)    | P     | Panagiotis Katsikas               |
| 14 | Grecia (bandiera)    | D     | Praxitelīs Vouros                 |
| 17 | Spagna (bandiera)    | D     | Borja González                    |
| 18 | Grecia (bandiera)    | D     | Kōstantinos Giannoulīs (capitano) |
| 19 | Perù (bandiera)      | A     | Franco Zanellato                  |
| 22 | Grecia (bandiera)    | D     | Giannis Christopoulos             |
| 24 | Grecia (bandiera)    | D     | Vasilīs Lampropoulos              |
| 25 | Serbia (bandiera)    | C     | Filip Bainović                    |
| 29 | Francia (bandiera)   | A     | Andrew Jung                       |

| N. |                       | Ruolo | Calciatore              |
| -- | --------------------- | ----- | ----------------------- |
| 31 | Grecia (bandiera)     | P     | Nikolaos Christogeorgos |
| 32 | Grecia (bandiera)     | P     | Dīmītrīs Sōtīriou       |
| 34 | Uruguay (bandiera)    | D     | Kevin Lewis             |
| 45 | Grecia (bandiera)     | C     | Giannis Apostolakis     |
| 46 | Grecia (bandiera)     | A     | Giannis Theodosoulakis  |
| 64 | Grecia (bandiera)     | D     | Konstantinos Chnaris    |
| 77 | Grecia (bandiera)     | C     | Ilias Simantirakis      |
| 80 | Grecia (bandiera)     | C     | Titos Koutentakis       |
|    | Grecia (bandiera)     | P     | Manouel Kalafatis       |
|    | Croazia (bandiera)    | D     | Krešimir Krizmanić      |
|    | Grecia (bandiera)     | D     | Lefteris Kontekas       |
|    | Spagna (bandiera)     | C     | Adrián Riera            |
|    | Montenegro (bandiera) | A     | Marko Rakonjać          |
|    | Argentina (bandiera)  | A     | Thiago Nuss             |

### Rosa 2024-2025
| N. |                      | Ruolo | Calciatore             |
| -- | -------------------- | ----- | ---------------------- |
| 2  | Svezia (bandiera)    | D     | Eric Larsson           |
| 3  | Brasile (bandiera)   | D     | Lucão                  |
| 5  | Brasile (bandiera)   | D     | Bressan                |
| 6  | Grecia (bandiera)    | D     | Nikos Marinakīs        |
| 7  | Germania (bandiera)  | A     | Makana Baku            |
| 9  | Belgio (bandiera)    | A     | Aaron Leya Iseka       |
| 10 | Argentina (bandiera) | C     | Juan Neira             |
| 11 | Grecia (bandiera)    | A     | Taxiarchīs Fountas     |
| 14 | Grecia (bandiera)    | D     | Praxitelīs Vouros      |
| 16 | Cipro (bandiera)     | D     | Andreas Karō           |
| 17 | Spagna (bandiera)    | D     | Borja González         |
| 18 | Grecia (bandiera)    | D     | Kōstantinos Giannoulīs |
| 21 | Spagna (bandiera)    | C     | Jon Toral              |
| 22 | Islanda (bandiera)   | D     | Guðmundur Þórarinsson  |
| 23 | Spagna (bandiera)    | C     | Adrián Riera           |

| N. |                            | Ruolo | Calciatore              |
| -- | -------------------------- | ----- | ----------------------- |
| 24 | Grecia (bandiera)          | C     | Vasilīs Lampropoulos    |
| 28 | Brasile (bandiera)         | A     | Luiz Phellype           |
| 29 | Argentina (bandiera)       | C     | Miguel Mellado          |
| 30 | Colombia (bandiera)        | C     | Santiago Mosquera       |
| 31 | Grecia (bandiera)          | P     | Nikolaos Christogeorgos |
| 32 | Grecia (bandiera)          | P     | Dīmītrīs Sōtīriou       |
| 33 | Rep. Dominicana (bandiera) | P     | Noam Baumann            |
| 45 | Grecia (bandiera)          | C     | Giannis Apostolakis     |
| 46 | Grecia (bandiera)          | A     | Giannis Theodosoulakis  |
| 55 | Israele (bandiera)         | C     | Dan Glazer              |
| 77 | Grecia (bandiera)          | C     | Ilias Simantirakis      |
| 80 | Grecia (bandiera)          | C     | Titos Koutentakis       |
| 88 | Montenegro (bandiera)      | C     | Marko Bakić             |
|    | Italia (bandiera)          | A     | Eddie Salcedo           |

## Stagioni passate
- 2009-2010

## Statistiche
- Partecipazioni alla Alpha Ethniki/Souper Ligka Ellada: 36 (secondo posto)
- Partecipazioni alla Beta Ethniki: 12 (campione)
- Partecipazioni alla Coppa di Grecia: 37 (campione)
- Partecipazione alla Coppa di Lega greca: 1 (ottavi di finale)
- Partecipazioni alla Supercoppa di Grecia: 1 (finale)
- Partecipazioni alla Coppa delle Coppe: 1 (ottavi di finale)
- Partecipazioni alla Coppa UEFA: 4 (ottavi di finale)
- Partecipazioni alla Coppa Intertoto: 2 (finale)
- Miglior risultato in campionato: 2º (1985-1986)
- Peggior risultato in campionato: 17º (1970-1971)
- Vittoria più larga in campionato: OFI Creta - Macedonikos 6-0 (1981-1982)[senza fonte]
- Sconfitta più larga in campionato: Apollon Smyrnis - OFI Creta 7-1 (1968-1969)

### Statistiche nelle competizioni UEFA
Tabella aggiornata alla fine della stagione 2017-2018.
| Competizione                  | Partecipazioni | G  | V | N | P | RF | RS |
| ----------------------------- | -------------- | -- | - | - | - | -- | -- |
| Coppa delle Coppe             | 1              | 4  | 2 | 0 | 2 | 4  | 4  |
| Coppa UEFA/UEFA Europa League | 4              | 18 | 7 | 4 | 7 | 26 | 26 |
| Coppa Intertoto               | 2              | 7  | 3 | 0 | 4 | 9  | 9  |